# Pythagoras (tijdschrift)
Pythagoras is een Nederlands wiskundetijdschrift voor jongeren. Het bestaat sinds 1961 en wordt op initiatief van Bruno Ernst uitgegeven door het Koninklijk Wiskundig Genootschap. Het tijdschrift is vernoemd naar de Griekse wiskundige en filosoof Pythagoras. De verschijningsfrequentie is zesmaal per jaar, de jaargangen lopen parallel met schooljaren van september tot en met augustus.
In het tijdschrift worden allerlei wiskundige onderwerpen op een laagdrempelige manier aangeboden, zodat ze voor leerlingen van de middelbare school meestal te begrijpen zijn. Ook staan er veel problemen en puzzels in. Aan het begin van ieder nummer staan vijf simpele puzzels in de rubriek Kleine nootjes. Ook is er een wedstrijd, de Pythagoras Olympiade, met in ieder nummer vier lastige problemen. Scholieren die goede resultaten bij de Pythagoras Olympiade hebben gehaald, worden uitgenodigd voor de finale van de Nederlandse Wiskunde Olympiade. Daarnaast wordt er jaarlijks een grote prijsvraag gehouden voor scholieren.
In maart 2011 verscheen ter gelegenheid van het vijftigjarig jubileum van het tijdschrift De Pythagoras Code - het beste uit een halve eeuw wiskunde voor liefhebbers. Dit boek bevat een selectie van de leukste puzzels en artikelen uit vijftig jaargangen.